# Kaptajn (sport)
 For alternative betydninger, se Kaptajn. (Se også artikler, som begynder med Kaptajn)
 Der er for få eller ingen kildehenvisninger i denne artikel, hvilket er et problem. Du kan hjælpe ved at angive troværdige kilder til de påstande, som fremføres i artiklen.

En kaptajn eller anfører på et sportshold er holdets leder på banen.

## Fodbold
Anføreren eller kaptajnen på et fodboldhold er den spiller, der vælges til holdets leder på banen. Det er ofte en af de ældre eller mere erfarne spillere på holdet, eller en spiller, der på anden måde har stor indflydelse på spillet. Anføreren kendes ved at bære et armbind.

## Ishockey
En kaptajn i ishockey er en spiller der udfylder en rolle svarende til en anfører i fodbold. Undertiden kaldes han derfor også for anfører. Kaptajnen kan kendes ved at han har et "C" på brystet. Bogstavet "C" kommer af det engelske ord Captain. Kaptajnen er den eneste spiller der må diskutere regelfortolkninger med dommeren. Udover kaptajnen må hvert hold stille med to alternative – sommetider kaldet assisterende kaptajner. Disse spillere kendes ved at de har et "A" på brystet. Såfremt kaptajnen ikke er på isen kan én af disse alternative kaptajner udfylde kaptajnens rolle. En målmand kan ikke være kaptajn.
Kaptajnen er en naturlig lederskikkelse på holdet og forventes ofte at repræsentere holdet overfor pressen, samt være et bindeled mellem spillere og klubbens ledere.